# Эптапирон
Эптапирон (F-11,440) — это весьма высокопотентный и высокоселективный агонист 5-HT1A-рецепторов, принадлежащий к химическому классу азапиронов. Его аффинность к 5-HT1A-рецепторам, как сообщают данные литературы, около 4.8 nM (Ki) (или 8.33 (pKi)), а его внутренняя агонистическая активность почти равна внутренней агонистической активности эндогенного лиганда — серотонина, то есть близка к 100 %.
Эптапирон и другие высокоэффективные 5-HT1A полные агонисты и суперагонисты (т.е. агонисты с внутренней активностью, превышающей таковую серотонина), такие, как бефирадол и F-15,599 разрабатывались на основании гипотезы, что получение максимального терапевтического эффекта от стимуляции 5-HT1A-рецепторов экзогенными синтетическими агонистами будет невозможным без изобретения лекарств, обладающих достаточно высокой внутренней агонистической активностью по отношению к этому подтипу рецепторов. 
Поскольку агонисты 5-HT1A-рецепторов в исследованиях на животных, а также с теоретической точки зрения, выглядят весьма многообещающе в плане терапевтических перспектив при лечении депрессии и тревожных состояний, то эта гипотеза была предложена в качестве объяснения того факта, что уже имеющиеся и применяемые в клинической практике селективные агонисты 5-HT1A-рецепторов, такие, как буспирон и тандоспирон, проявляют относительно слабую или умеренную, а нередко и вообще разочаровывающую активность в лечении тревожных состояний и депрессий. Данные препараты (буспирон и тандоспирон) являются довольно слабыми или умеренными 5-HT1A парциальными агонистами. Именно с этим фактом данная гипотеза связывает их недостаточную клиническую эффективность в лечении тревоги и депрессии, а также необходимость и целесообразность разработки новых, более сильных и высокопотентных агонистов 5-HT1A-рецепторов, с большей аффинностью (сродством к рецептору) и большей внутренней агонистической активностью.

## Исследования на животных
В тесте, исследующем модель депрессии на животных, поставленных в безнадёжную ситуацию, было обнаружено, что эптапирон подавлял реакции отчаяния и безнадёжности у животных сильнее, чем буспирон, ипсапирон, флезиноксан и два стандартных, уже широко применяемых в клинике, антидепрессанта — пароксетин и имипрамин. Это заставляет предполагать, что эптапирон обладает сильными антидепрессант-подобными свойствами. В этом тесте буспирон, в отличие от других исследованных лекарств, на самом деле увеличил проявление реакций отчаяния и безнадёжности у животных после однократного применения, в то время как при продолжительном применении он, подобно антидепрессантам, уменьшал их. Этот факт может быть связан с относительно слабой внутренней агонистической активностью буспирона по отношению к 5-HT1A-рецепторам (~ 30 %) или с тем фактом, что буспирон преимущественно активирует пресинаптические соматодендритные 5-HT1A-ауторегуляторные рецепторы, а не постсинаптические эффекторные рецепторы.
После продолжительного применения высокие дозы пароксетина в этом исследовании показывали более высокую эффективность в редукции "наученной безнадёжности", чем эптапирон. Однако эптапирон был эффективен начиная с первой дозы, а не после нескольких дней или недель применения. Это даёт основания предполагать, что эптапирон может оказывать более быстрое антидепрессивное действие и у человека, по сравнению с существующими антидепрессантами. Имипрамин в этом исследовании оказался неспособен достичь эффективности эптапирона или высоких доз пароксетина, вследствие кардиотоксичности, из-за которой высокие дозы вызывают гибель животных.
В модели социального конфликта эптапирон значительно снижал агрессивность животных и одновременно дезингибировал поведение (повышал вероятность проявления животными "наказуемого", запретного поведения), что служит маркером наличия анксиолитического эффекта, способности снижать тревожность. Кроме того, эффективность эптапирона в этом исследовании была выше, чем эффективность буспирона, ипсапирона и флезиноксана.

## Исследования на человеке
Эптапирон также изучался на человеке на стадии доклинических испытаний, в виде перорального приёма дозы 1.5 мг. В этих исследованиях, эптапирон понижал температуру тела, пролонгировал REM-фазу сна, повышал уровни кортизола и соматотропина, а также вызывал такие побочные эффекты, как сонливость и головокружение, однако в целом хорошо переносился. Его пиковая концентрация достигалась быстро, в течение 30-60 минут. Период полувыведения ориентировочно оценивался в 2 часа, примерная продолжительность клинически заметного действия принятой дозы - около 3 часов.